# Ernst Gotthilf
Ernst Gotthilf, též Ernst von Gotthilf-Miskolczy (1. říjen 1865 Temešvár – 17. září 1950 Oxford), byl rakouský architekt, působící rovněž v Čechách.

## Život
Nejprve studoval architekturu na ETH v Zurichu u profesora F. Bluntschliho. Ve studiu pokračoval v letech 1883–1885 na Technické vysoké škole ve Vídni (Technischen Hochschule Wien) u profesora Karla Königa. V roce 1887 studoval dále na Akademii výtvarných umění ve Vídni (Akademie der bildenden Künste Wien) u profesora Karl von Hasenauera. V letech 1891–1892 pracoval v ateliéru Fellner a Helmer. Od roku 1892 pracoval jako samostatný architekt. V roce 1908 byl jmenován stavebním radou a v roce 1918 vrchním stavebním radou.
V roce 1909 založili spolu s Alexanderem Neumannem projekční ateliér, který působil až do roku 1939. Projektovali řadu nájemních domů a paláců ve Vídni i jinde. Po anšlusu Rakouska emigroval do Velké Británie.

## Dílo v Čechách
- 1930–1932 Česká eskomptní banka a úvěrový ústav, Praha 1 - Staré Město, č. p. 969, Na příkopě 33, 35, Celetná 40, novoklasicistní bankovní palác – dnes sídlo Komerční banky. Spoluautoři: Karl Jaray, Josef Sakař, Rudolf Hildebrand, Alexander Neumann[2]

## Galerie

Stavby Ernsta Gotthilfa
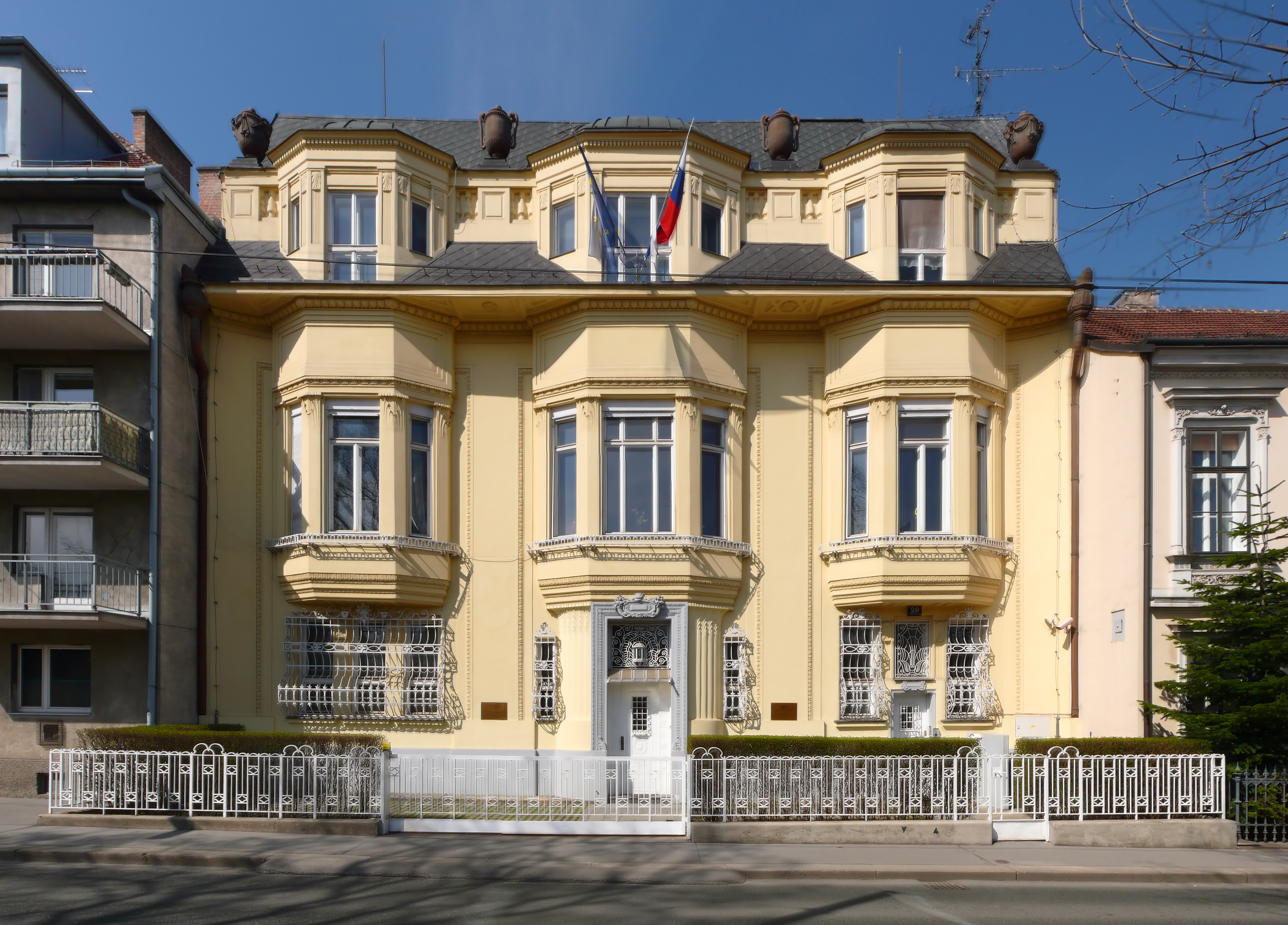
Villa Trebitsch ve Vídni, 1907–1908
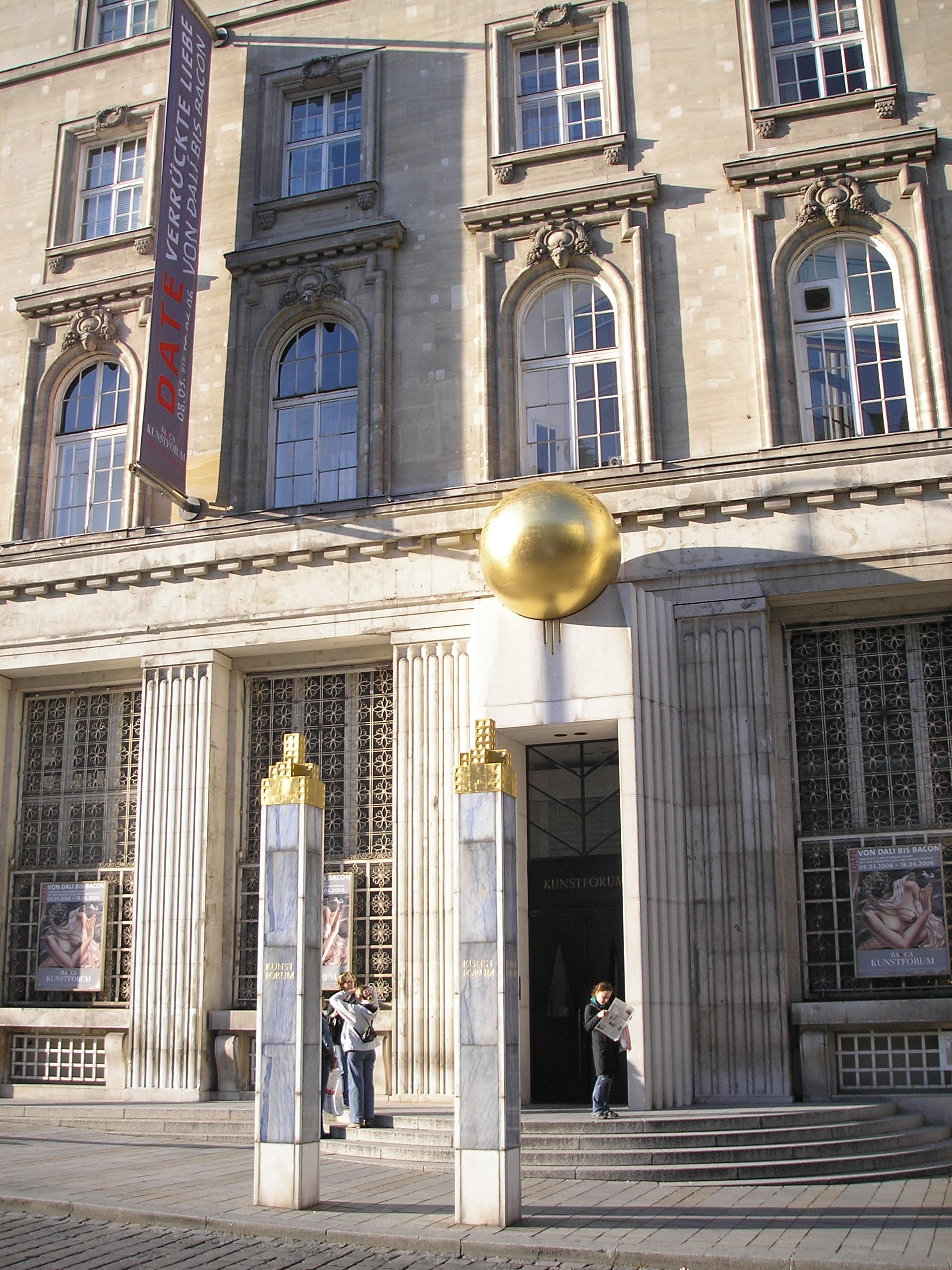
Bývalý Österreichische Creditanstalt für Handel und Gewerbe, dnes Kusntforum, Vídeň 1, Renngasse 2 1914–1921
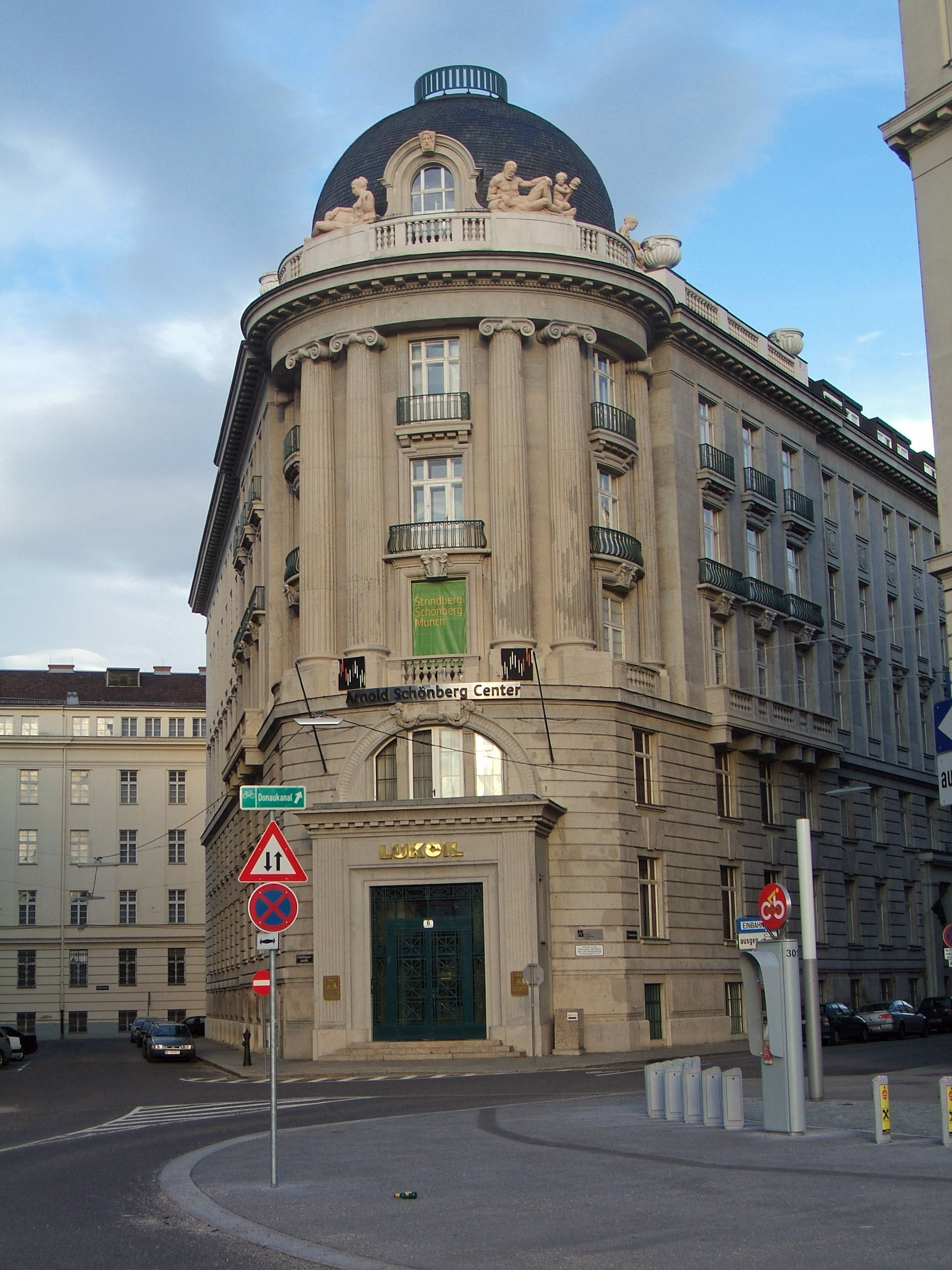
Palác Fanto ve Vídni, 1917–1918